# Episodi di Easy (prima stagione)
La prima stagione della serie televisiva Easy è stata interamente pubblicata su Netflix il 22 settembre 2016.
| nº | Titolo originale  | Titolo italiano        | Pubblicazione originale | Pubblicazione Italia |
| -- | ----------------- | ---------------------- | ----------------------- | -------------------- |
| 1  | The Fucking Study | Quella c*** di ricerca | 22 settembre 2016       | 22 settembre 2016    |
| 2  | Vegan Cinderella  | Cenerentola vegana     | 22 settembre 2016       | 22 settembre 2016    |
| 3  | Brewery Brothers  | Fratelli birrai        | 22 settembre 2016       | 22 settembre 2016    |
| 4  | Controlada        | Controllo              | 22 settembre 2016       | 22 settembre 2016    |
| 5  | Art and Life      | Arte e vita            | 22 settembre 2016       | 22 settembre 2016    |
| 6  | Utopia            | Utopia                 | 22 settembre 2016       | 22 settembre 2016    |
| 7  | Chemistry Read'   | Il provino             | 22 settembre 2016       | 22 settembre 2016    |
| 8  | Hop Dreams        | Sogni                  | 22 settembre 2016       | 22 settembre 2016    |